# ماساهيكو أوكي
ماساهيكو أوكي (باليابانية: 青木昌彦؛ بالكانا: あおき まさひこ) هو اقتصادي ياباني، ولد في 1 أبريل 1938 في ناغويا في اليابان، وتوفي في 15 يوليو 2015 في كاليفورنيا في الولايات المتحدة.